# Valse zalmkorstzwam
Valse zalmkorstzwam (Erythricium hypnophilum) is een schimmel die behoort tot de familie Corticiaceae. Hij leeft saprotroof op kruidachtige plantendelen langs houtwallen, singels en lanen.

## Verspreiding
Hij is wijdverspreid en komt wereldwijd voor . In Nederland komt hij uiterst zeldzaam voor.